# Condado de Queens (Novo Brunswick)
O Condado de Queens é um dos quinze condados da província canadense de New Brunswick.